# Johan Gottschalk Wallerius

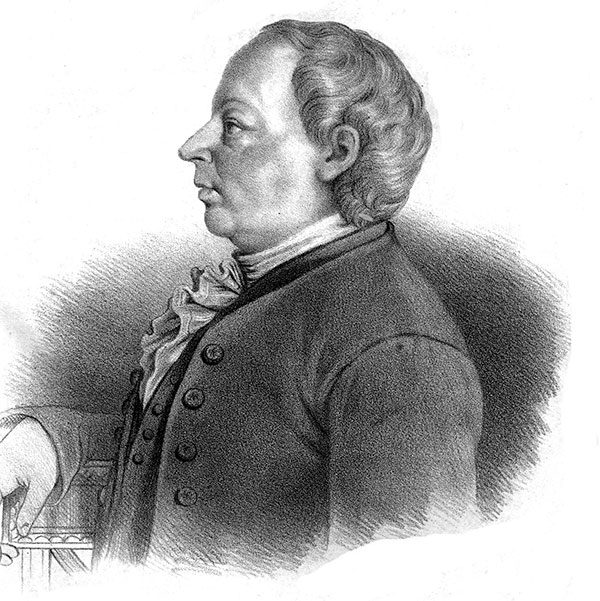
Johan Gottschalk Wallerius

Johan Gottschalk Wallerius (* 11. Juli 1709 in Stora Mellösa, Närke; † 16. November 1785 in Uppsala) war ein schwedischer Chemiker, Metallurge und Mineraloge. Sein offizielles botanisches Autorenkürzel lautet „Wallerius“

## Leben und Wirken
Wallerius war ein Sohn von Erik Wallerius, einem lutherischen Pfarrer, und dessen Frau Elisabet Tranaea. Nils Wallerius (1706–1764) war einer seiner Brüder.
Wallerius begann 1725 an der Universität Uppsala das Studium der Mathematik, der Physik sowie der Medizin. 1731 wurde er zum philosophischen Magister promoviert. Seine medizinische Ausbildung setzte er in Lund fort, wo er 1732 Adjunkt und 1735 Doktor der Medizin wurde.
Wallerius erhielt 1749 den neu eingerichteten Lehrstuhl für Chemie, Metallurgie und Pharmazie an der Universität Uppsala. Aufgrund einer Krankheit musste er den Lehrstuhl 1767 aufgeben.

## Rezeption
In Anlehnung an die Klassifikation biologischer Systeme durch Carl von Linné stellte Wallerius 1747 in seinem Werk Mineralogia ein System für die unbelebte Welt auf. Als Haupteinteilung gab es vier Klassen: Erden, Steine, Mineralien und Konkretionen. Diese Klassen lassen sich dann weiter unterteilen. Dieses Ordnungssystem, das auf rudimentärem chemischen Wissen beruhte, war in Sammlungen und Museen verbreitet. Später wurde es durch das System von René-Just Haüy abgelöst, das auf der Symmetrie der Kristalle beruht.
1751 später prägte er die mittlerweile etablierte begriffliche Unterscheidung der Wissenschaften in eine reine und eine angewandte Form. Auf die Chemie bezogen schuf er das Begriffspaar der „chemia pura“ und der „chemia applicata“. Damit gelang ihm ein wichtiger Schritt, die bis dahin abschätzig als „rein handwerklich“ und „schmutzig“ verpönte Chemie sowohl universitär als auch gesellschaftlich aufzuwerten.
Die historische Bedeutung dieser Unterscheidung wird nur auf dem Hintergrund der gesellschaftlichen Umbrüche während der Aufklärung deutlich, in der das alte, rein geistige Wissenschaftsideal einem neuen, bürgerlichen Wissenschaftsbegriff wich. Der Gedanke einer praktischen Wissenschaft vertrug sich besser mit den neuen rationalen Ideen eines „aktiven Fortschritts“ und der Gemeinnützlichkeit des Wissens, als die bis dahin übliche scharfe Trennung von reiner Wissenschaft und Kunst. Wallerius hatte dadurch einen erheblichen Anteil an der Lösung des Methodenstreits im 18. Jahrhundert über die neue Legitimation der Wissenschaften.
Als Besitzer eines Landgutes bei Alsike, in der heutigen Gemeinde Knivsta, beschäftigte er sich intensiv mit Landwirtschaft. Sein statistisches Werk Observationer vid åkerbruket gjorda i 30 år („Beobachtungen bei der Landwirtschaft durchgeführt über 30 Jahre“) mit Tabellen zur Aussaatzeit, Erntezeit und Ertrag erklärte seine Erfolge, obwohl einige Höfe der Umgebung gleichzeitig Missernten verzeichneten.

## Ehrungen
Wallerius war Mitglied der schwedischen Wissenschaftsakademie (seit 1750), der Gesellschaft der Wissenschaften in Uppsala (seit 1763) und der Wissenschaftsakademie in St. Petersburg (seit 1776 Ehrenmitglied). 1748 wurde er Mitglied der Leopoldina. 1756 amtierte er als Rektor der Universität Uppsala.

## Schriften (Auswahl)
Bücher
- Mineralogia, eller Mineralriket. Lars Salvius, Stockholm 1747 (Digitalisat).
  - Mineralogie, oder Mineralreich. Nicolai, Berlin 1750 (Digitalisat) – übersetzt von Johann Daniel Denso.
    - Minéralogie, ou Description générale des substances du règne minéral. 2 Bände, Paris 1753 (Band 1, Band 2) – Band 2 ist eine Übersetzung von Hydrologie (Berlin 1751).
      - 2. Auflage, 2 Bände, Paris 1759 (Band 1, Band 2).

    - Минералогия или описание всякаго рода руд и ископаемых из земли вещей. St. Petersburg 1763 (Digitalisat) – Übersetzung von Mineralogie (Berlin 1750).
    - 2. erweiterte Auflage. Nicolai, Berlin 1763 (Digitalisat).

  - De systematibus mineralogicis et systemate mineralogico rite condendo. Lars Salvius, Stockholm 1768 (Digitalisat).
    - 2. Auflage: Brevis introductio in historiam litterariam mineralogicam atque methodum systemata mineralogica rite condenda, una cum supplementis. Stockholm / Uppsala / Åbo 1779 (Digitalisat).

  - Mineralsystem, worin die Fossilien nach Klassen, Abtheilungen, Gattungen, Arten und Spielarten angeordnet, beschrieben und durch Beobachtungen, Versuche und Abbildungen erläutert werden. 2 Bände, Nicolai, Berlin 1781–1781:
    - Band 1: Erd- und Steinarten. Nicolai, Berlin 1781 (Digitalisat) – übersetzt von Nathanael Gottfried Leske.
    - Band 2: Erze und Steinwüchse. Nicolai, Berlin 1783 (Digitalisat) – übersetzt von Ernst Benjamin Gottlieb Hebenstreit.
- Hydrologia eller Wattu-Riket. Lars Salvius, Stockholm 1748 (Digitalisat).
  - Hydrologie, oder Wasserreich. Nicolai, Berlin 1751 (Digitalisat) – übersetzt von Johann Daniel Denso.
- Bref, om chemiens rätta beskaffenhet, nytta och wärde […]. Kiesewetter, Stockholm / Uppsala 1751 (Digitalisat) – übersetzt von Johann Daniel Denso in:
  - Von der Chemie. In: Monatliche Beiträge zur Naturkunde. 1. Stück, Berlin 1752, S. 61–96 (Digitalisat).
  - Beschlus des Artikels von der Chemie. In: Monatliche Beiträge zur Naturkunde. 2. Stück, Berlin 1752, S. 161–176 (Digitalisat).
- Chemia physica. 2 Teile in 3 Bänden, Stockholm 1759–1766.
  - Chemiae physicae pars prima […]. Stockholm 1760 (Digitalisat, Digitalisat) – übersetzt von Wallerius.
  - Der physischen Chemie Erster [– zweyter] Theil. Crusius, Leipzig 1776–1780 (Digitalisat) – übersetzt von Christoph Andreas Mangold.
- Elementa metallurgiae speciatim chemicae. Stockholm 1768 (Digitalisat).
  - Anfangsgründe der Metallurgie besonders der Chymischen. Crusius, Leipzig 1770 (Digitalisat).
- Systema mineralogicum, quo corpora mineralia in classes, ordines, genera et species. 2 Bände. Lars Salvius, Stockholm 1772–1775 (Band 1, Band 2).
  - 2. korrigierte Auflage. 2 Bände. Kraus, Wien 1778 (Band 1, Band 2).
- Tankar om verldenes i synnerhet jordenes danande och ändring. Stockholm 1776 (Digitalisat).
  - Physisch-chemische Betrachtungen über den Ursprung der Welt besonders der Erdwelt und ihrer Veränderung. Keyser, Erfurt 1782 (Digitalisat).

Dissertation unter Wallerius’ Vorsitz
- Decades binae Thesium medicarum. Uppsala 1741 (Digitalisat) – Respondent: Johan. A. Darelius.
- Dissertatio oeconomica de artificiosa foecundatione immersiva seminum vegetabilium. Lars Salvius, Stockholm [1752] (Digitalisat) – von Johan Pihlman (1733–1811).
- Dissertatio gradualis, de vegetatione seminum vegetabilium per mortem, quam suffrag. Uppsala [1761] (Digitalisat) – von Michael Henr. Ottin.
- Agriculturae fundamenta chemica / Åkerbrukets Chemiska Grunder. Uppsala 1761 (Digitalisat) – von Gustav Adolf Gyllenborg (1743–1789).
  - Chymische Grundsätze des Ackerbaus. Wever, Berlin 1764 (Digitalisat) – übersetzt von Johann Georg Krünitz.
  - Chymische Grundsäze des Feldbaues. Bern 1765 (Digitalisat).
  - Eléments d’agriculture physique et chimique. Yverdon 1766.
  - Chymische Grundsäze des Feldbaues. Graz 1770 (Digitalisat).
  - The Natural and Chemical Elements of Agriculture. London 1770 (Digitalisat) – übersetzt von John Mills.
  - L’agriculture réduite à ses vrais principes. Paris 1774 (Digitalisat).
- Disputationum academicarum. 2 Bände, Stockholm / Leipzig 1780–1781:
  - Fasciculus primus, continens physico chemicas et chemico pharmaceuticas […]. Stockholm / Leipzig 1780 (Digitalisat).
  - Fasciculus secundus, continens chemico mineralogicas et metallurgicas […]. Stockholm / Leipzig 1781(Digitalisat).

Zeitschriftenbeiträge
- Observationer vid åkerbruket gjorda i 30 år. In: Kongl. Vetenskaps Academiens handlingar för år 1779. Band 40, Stockholm 1779, S. 3–25 (Digitalisat, Digitalisat).
  - Dreyßigjährige Beobachtungen beym Ackerbau. In: Der Königl. Schwedischen Akademie der Wissenschaften Abhandlungen, aus der Naturlehre, Haushaltungskunst und Mechanik auf das Jahr 1779. Band 41, Leipzig 1783, S. 3–21 (Digitalisat) – übersetzt von Abraham Gotthelf Kästner.